# Yunnanites albomargina
Yunnanites albomargina är en insektsart som beskrevs av Mao, B. och Z. Zheng 1999. Yunnanites albomargina ingår i släktet Yunnanites och familjen Pyrgomorphidae. Inga underarter finns listade i Catalogue of Life.